# Asesinato del granero rojo

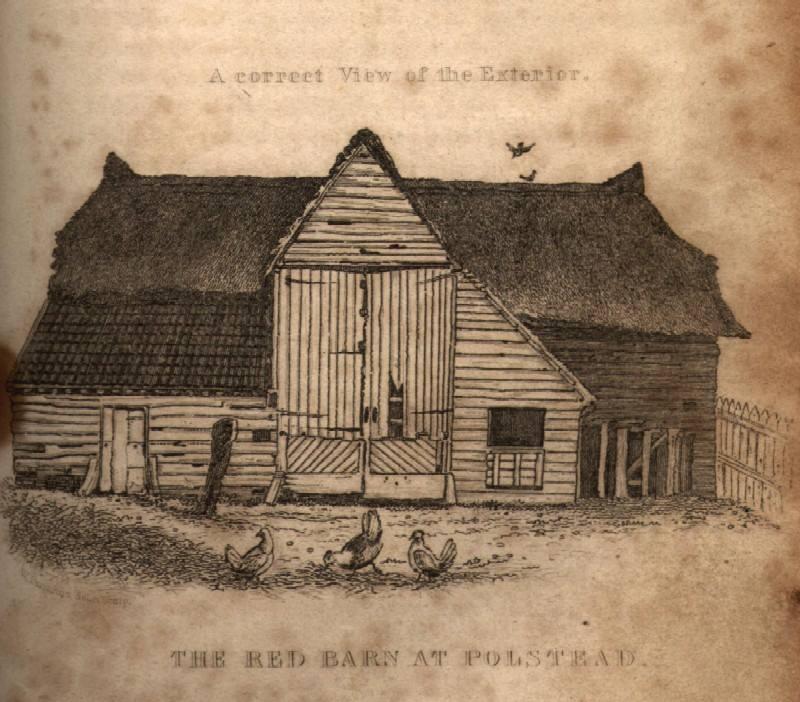
La escena del asesinato, el granero rojo, llamado así porque la mitad de su techo era de tejas de arcilla rojas, que podían ser vistas a la izquierda de la puerta principal en este dibujo. El resto del techo estaba cubierto de paja.

El asesinato del granero rojo fue un asesinato famoso cometido en la pequeña aldea de Polstead, en el condado de Suffolk en Inglaterra, en 1827. Una joven, María Marten, fue baleada y asesinada por su amante, William Corder. Ambos habían acordado encontrarse en el granero rojo, un punto de referencia local, antes de fugarse a Ipswich. No se supo más de María. Corder huyó de la escena del crimen y envió cartas a la familia de Marten afirmando que ella estaba saludable; sin embargo, su cadáver fue descubierto posteriormente, enterrado en el granero, después de que su madrastra dijo haber soñado sobre el crimen.
Corder fue localizado en Londres, donde se había casado y empezado una nueva vida. Fue llevado de regreso a Suffolk y, después de un juicio muy publicitado, fue declarado culpable de asesinato. Fue colgado en Bury St. Edmunds en 1828; una gran multitud presenció la ejecución de Corder. La historia generó numerosos artículos en los periódicos, así como canciones y piezas teatrales. El pueblo donde tuvo lugar el crimen se convirtió en una atracción turística y el granero fue despojado por los cazadores de souvenirs. Las obras y baladas siguieron siendo populares a lo largo del siglo siguiente y continúan siendo interpretadas aún hoy en día.

## Asesinato

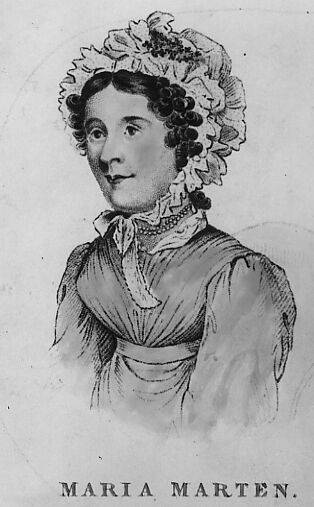
María Marten. Su hermana, Ann, de quien se decía era muy parecida a María, fue la modelo para este boceto que apareció en el relato de Curtis del caso.

Maria Marten (n. 24 de julio de 1801) fue la hija de Thomas Marten, un cazador de topos de Polstead, Suffolk. En marzo de 1826, cuando tenía 24 años de edad, estableció una relación con William Corder (n. 1803, entonces de 22 años de edad). Marten era una mujer atractiva y ya había tenido dos hijos de relaciones con hombres de las cercanías. Uno de ellos, el hijo del hermano mayor de William, Thomas, falleció de niño; pero el otro, Thomas Henry, todavía estaba vivo cuando Marten conoció a Corder. Si bien el padre de Thomas Henry no quería saber nada de Marten después del alumbramiento, le enviaba ocasionalmente dinero para mantener al niño.
Corder era hijo de un agricultor local y tenía fama de ser algo así como un estafador y un mujeriego. Se le conocía como "Foxey" en la escuela debido a su carácter astuto. Había vendido fraudulentamente los cerdos de su padre y, si bien su padre había arreglado el asunto sin involucrar la ley, Corder no había cambiado su comportamiento. Más tarde, obtuvo dinero por pasar un cheque falso por £93 y había ayudado al ladrón local, Samuel "Beauty" Smith, a robar un cerdo de una aldea vecina. Cuando Smith fue interrogado por la policía local sobre el robo, hizo una declaración profética sobre Corder: "Que me condenen si no es colgado uno de estos días". Corder había sido enviado a Londres en desgracia después de su venta fraudulenta de los cerdos, pero fue llamado de regreso a Polstead cuando su hermano Thomas se ahogó intentando cruzar un estanque congelado. Su padre y sus otros tres hermanos fallecieron en un período de 18 meses y quedó solo William para administrar la granja junto con su madre.
Aunque Corder deseaba mantener su relación con Marten en secreto, María dio a luz a su hijo en 1827, a la edad de 25 años, y al parecer estaba muy interesada en que ella y Corder se casaran. El niño falleció (informes posteriores sugirieron que habría sido asesinado), pero Corder aparentemente mantenía la intención de casarse con Marten. Ese verano, en la presencia de su madrastra, Ann Marten, le sugirió que se reuniera con él en el granero rojo, desde donde escaparían a Ipswich. Corder afirmó que había escuchado rumores que los funcionarios de la parroquia iban a procesar a María por tener hijos bastardos. En un inicio, sugirió que se escaparan en la noche del miércoles, pero luego decidió aplazarlo hasta la noche del jueves. El jueves, la huida fue nuevamente retrasada: la enfermedad de su hermano es mencionada como el motivo por algunas fuentes, aunque la mayoría sostiene que todos los hermanos de Corder ya habían muerto para esta época. Al día siguiente, el viernes 18 de mayo de 1827, Corder apareció en la casa de los Martens durante el día y, según Ann Marten, le dijo a María que debían irse de una vez, dado que había oído que la policía local había obtenido una orden para procesarla (no se había emitido ninguna orden, pero se desconoce si Corder mintió o se equivocó). María estaba preocupada, pues consideraba que no debía marcharse a plena luz del día, pero Corder le dijo que se debía vestir con ropa de hombre a fin de evitar sospechas y que él llevaría sus cosas al granero donde se encontraría y ella cambiaría de ropa antes de continuar viaje a Ipswich.

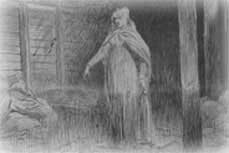
El fantasma de María apunta hacia su tumba. La afirmación de Ann Marten de haber soñado sobre la ubicación de su tumba se añadió a la atracción del caso por el público y la prensa.

Poco después, Corder abandonó la casa y María se dispuso a reunirse con él en el granero rojo que estaba ubicado en la colina Barnfield, a poco menos de un kilómetro de la casa de los Martens. Esta fue la última vez que María fue vista con vida. Corder también desapareció, pero después regresó y afirmó que Marten estaba en Ipswich, Great Yarmouth o algún lugar cercano y que no podía traerla de regreso como su esposa por temor a provocar la ira de sus amigos y parientes. Finalmente, la presión sobre Corder para mostrar a su esposa lo forzó a abandonar la zona. Escribió cartas a la familia de Marten, en las que sostenía que estaban casados y viviendo en la isla de Wight. Además, brindó varias excusas para su falta de comunicación: María se sentía indispuesta, se había dañado una mano o que las cartas debían haberse perdido.
Las sospechas continuaron creciendo y la madrastra de María empezó a hablar de sueños en los cuales María había sido asesinada y enterrada en el granero rojo. El 19 de abril de 1828, persuadió a su esposo a ir al granero rojo y cavar en uno de los contenedores de almacenamiento de granos. Rápidamente, descubrió los restos de su hija enterrada en un saco. Su cadáver estaba bastante descompuesto, pero todavía era identificable. Se inició una investigación en el Cock Inn (edificio que sigue en pie en la actualidad) en Polstead, donde el cuerpo de María fue formalmente identificado por su hermana Ann gracias a algunas características físicas: su cabello y alguna ropa era reconocible y un diente que sabía le faltaba tampoco se encontraba en la mandíbula del cuerpo. Se descubrió evidencia que implicaba a Corder en el crimen: su pañuelo verde fue descubierto alrededor del cuello del cadáver.